# Влодава (станція, Польща)
Влодава (пол. Włodawa) — кінцева залізнична станція на лінії № 81 Холм — Влодава. Розташована у Польщі, в селі Орховек Володавського повіту Люблінського воєводства. Найближча залізнична станція — Собібур (за 8 км).

## Історичні відомості
Станція відкрита у 1939 році після того, як був зруйнований міст через річку Західний Буг в результаті бойових дій на початку Другої світової війни і місто Володава, яке лежало на лівому березі, та його станція, яка була на правому, стали розділеними природним чинником, а також політичним фактором.

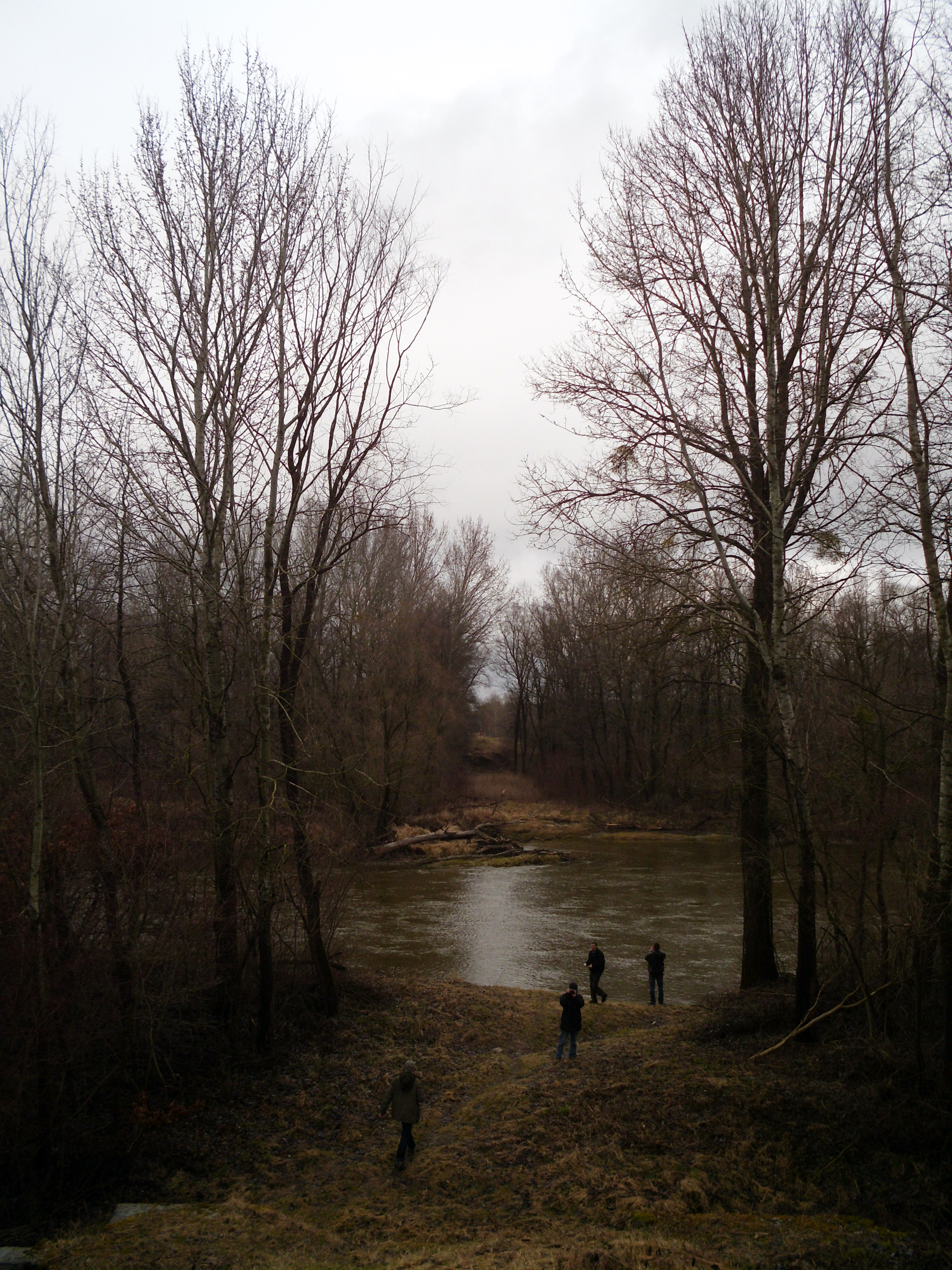
Місце, де існував залізничний міст через річку Західний Буг. Вигляд в бік Білорусі

У вересні 1939 року територія на захід від Бугу була окупована Третім Рейхом, а східна частина — Радянським Союзом, тож німецьким військам прийшлось будувати вже нову кінцеву станцію на лінії від Холма. Спочатку вона називалась Буг-Володавський, а історично перша станція Влодава стала кінцевою на лінії від Берестя, спочатку в СРСР, а потім у Білорусі. Таким чином, з вересня 1939 року залізниця Берестя — Холм розділена на дві окремі дільниці у двох різних країнах, так як Друга Польська Республіка припинила своє існування.
З 1945 року станція підпорядкована Польським державним залізницям. З 1951 року станція має сучасну назву — Влодава.

## Пасажирське сполучення
Відстань від центру міста Володава до станції становить близько 4 км, що суттєво послаблювала роль залізниці, як транспортної комунікації.
Регулярне пасажирське сполучення припинено з листопада 2002 року.

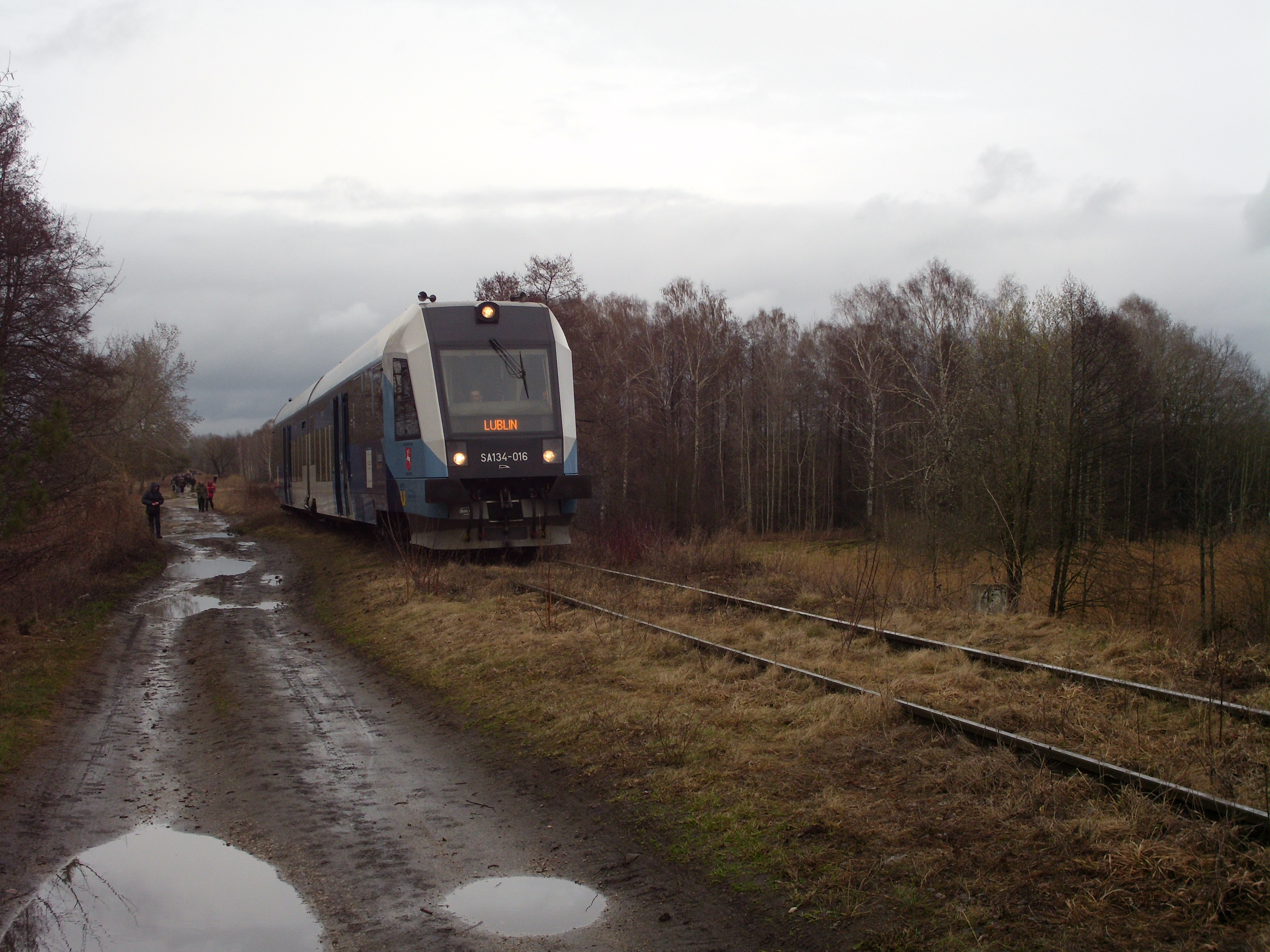
Поїзд на останніх метрах лінії Холм — Влодава

З серпня 2012 року відновлено сезонний пасажирський рух з використанням рейкових автобусів польського виробництва PESA.

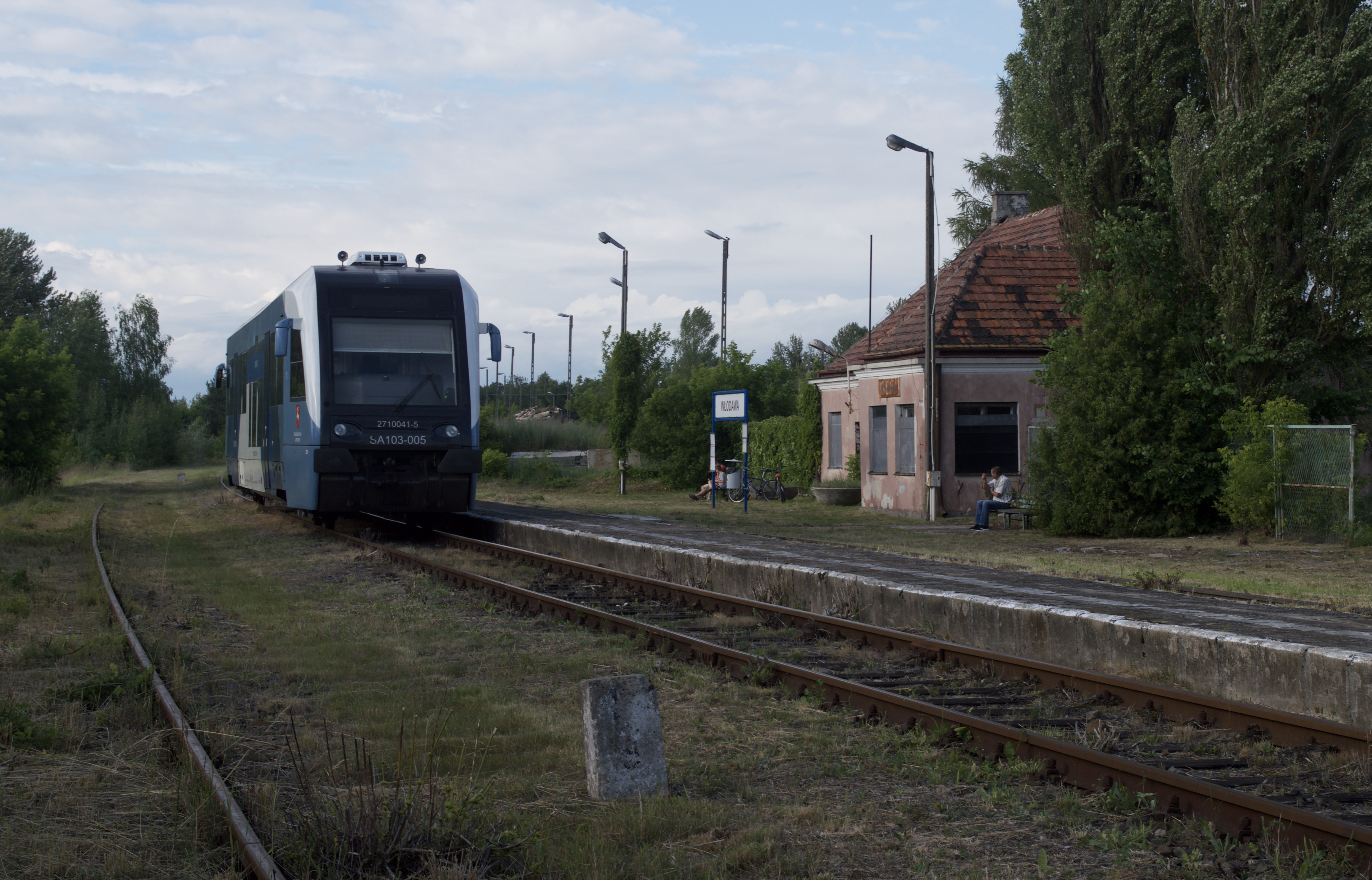
Сезонний туристичний рейс рейковим автобусом SA103

Станція обладнана однією острівною пасажирською платформою.
У 2017 році зупинний пункт обслуговував 0-9 пасажирів на добу.

## Галерея

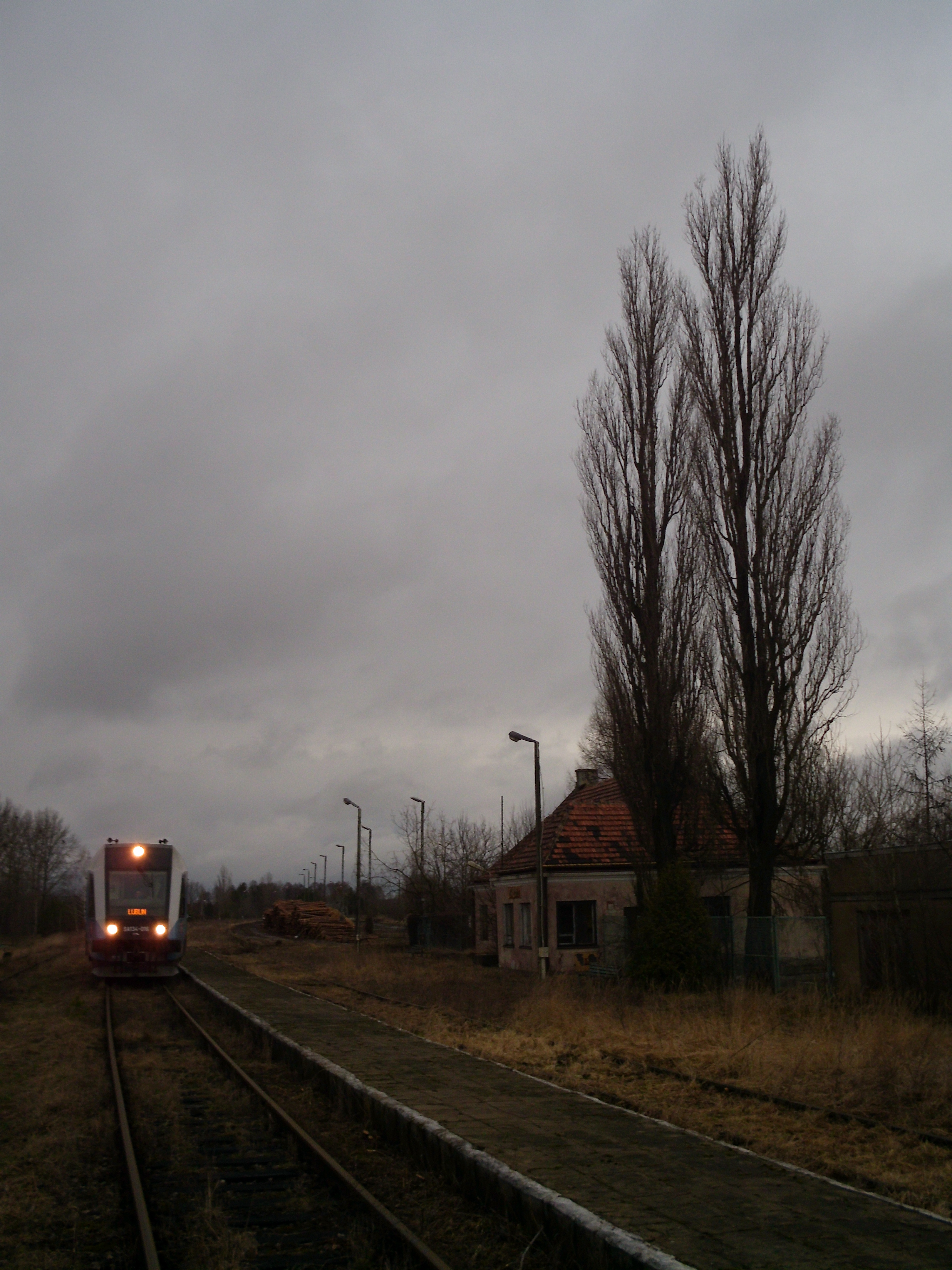
Станція в надвечір'я
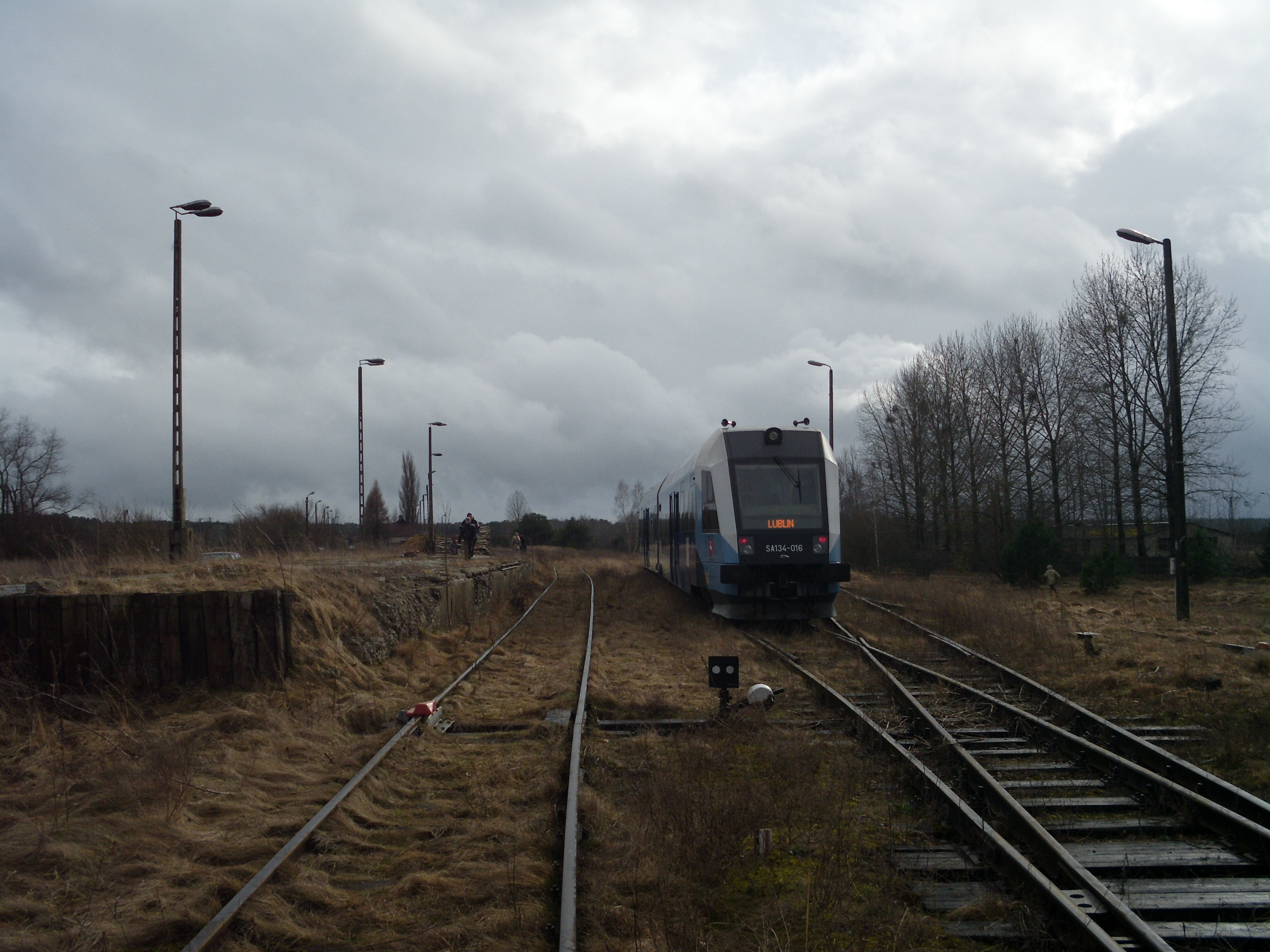
Автомотриса SA134 маневрує по станції
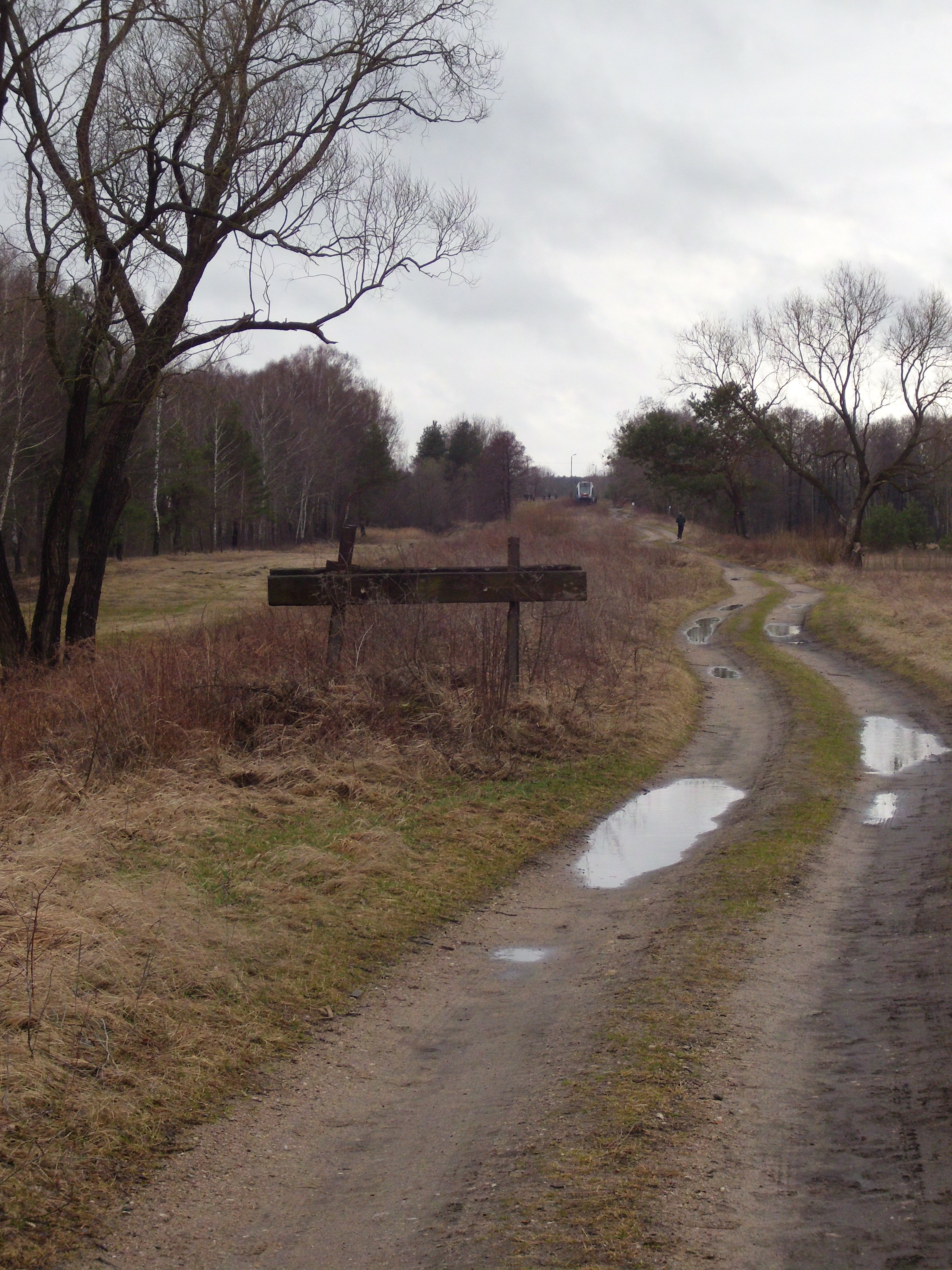
Вигляд у бік станції від тупика
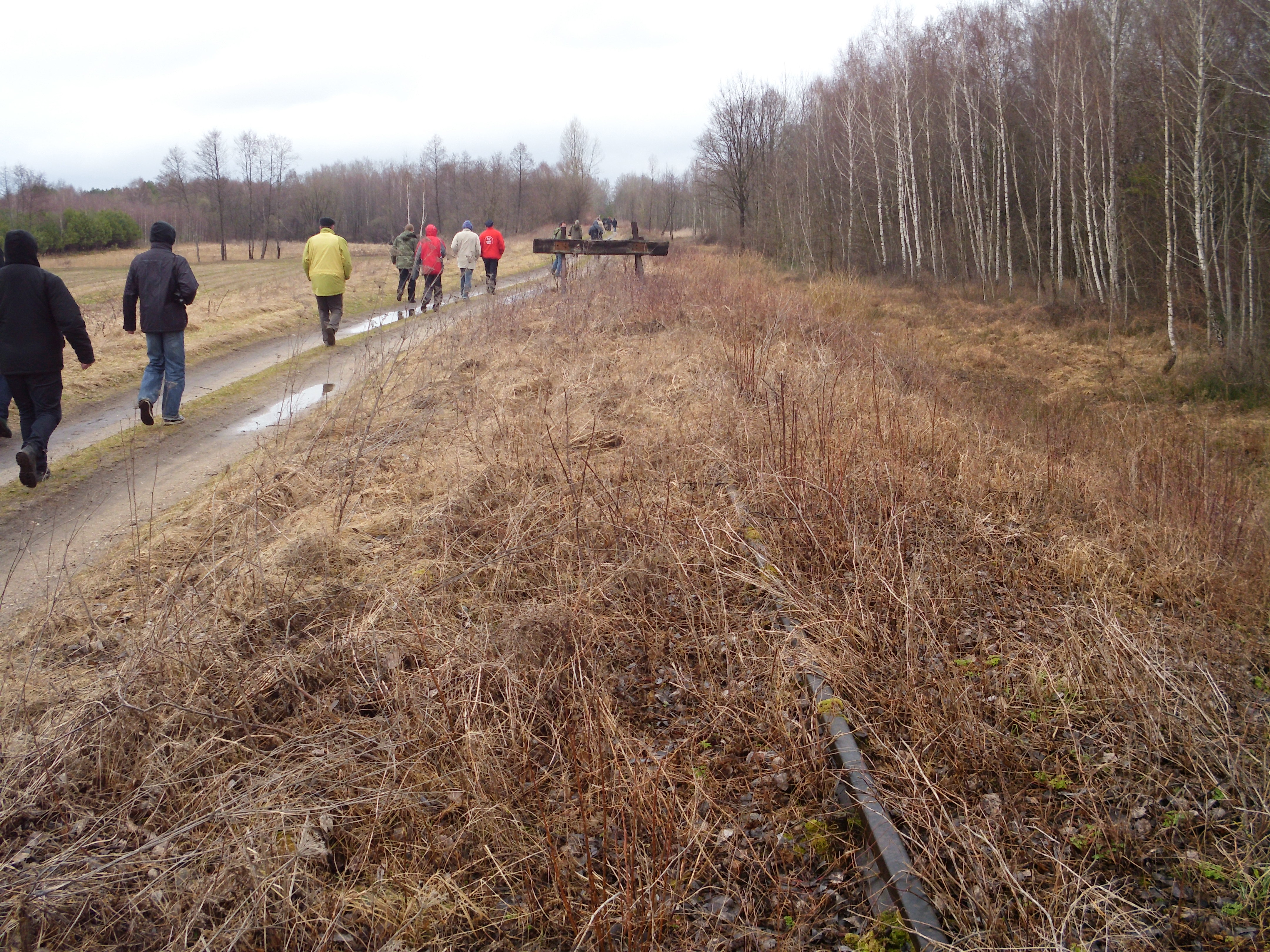
Кінець колій
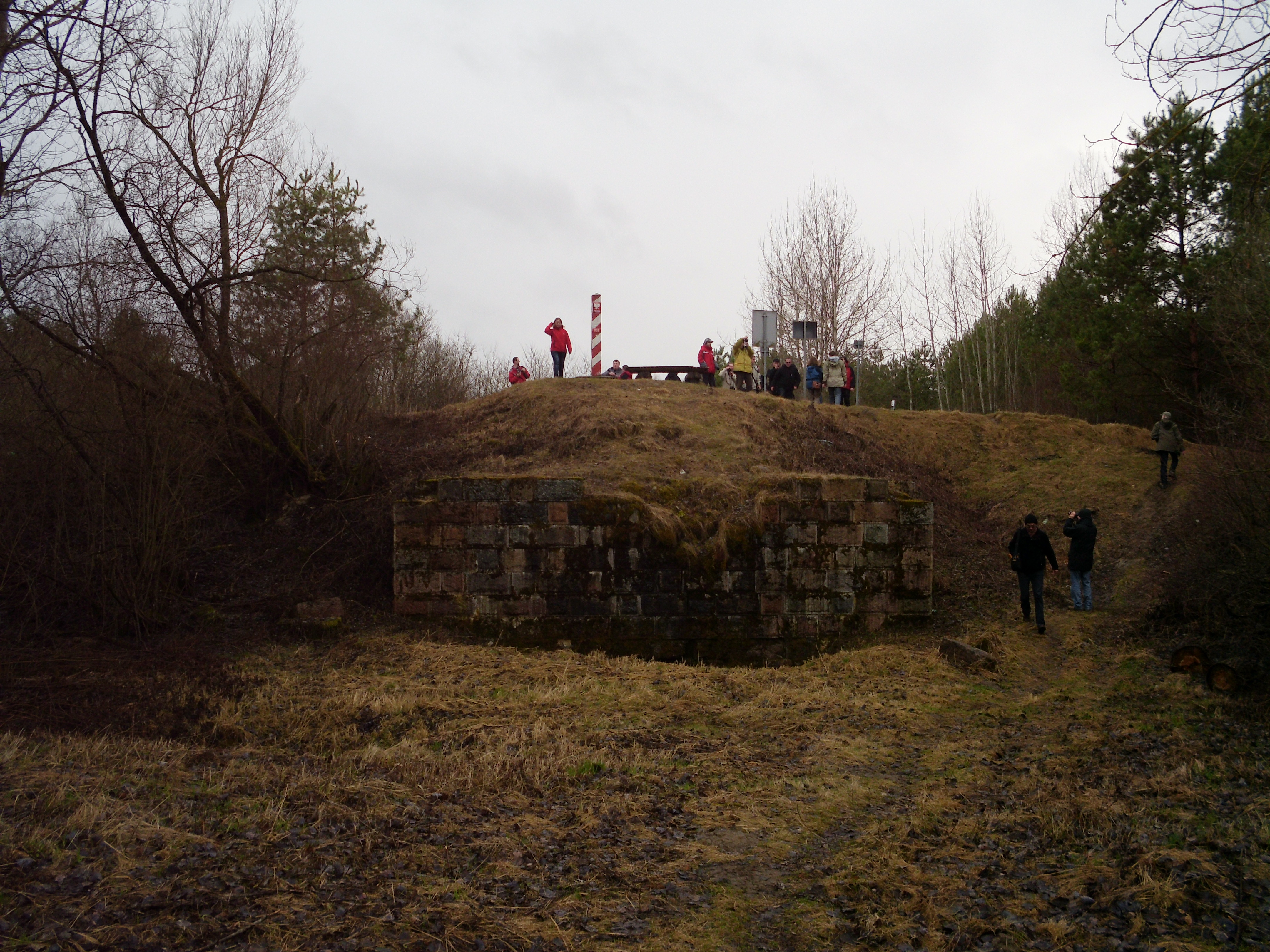
Залишки від залізничного мосту на польському березі
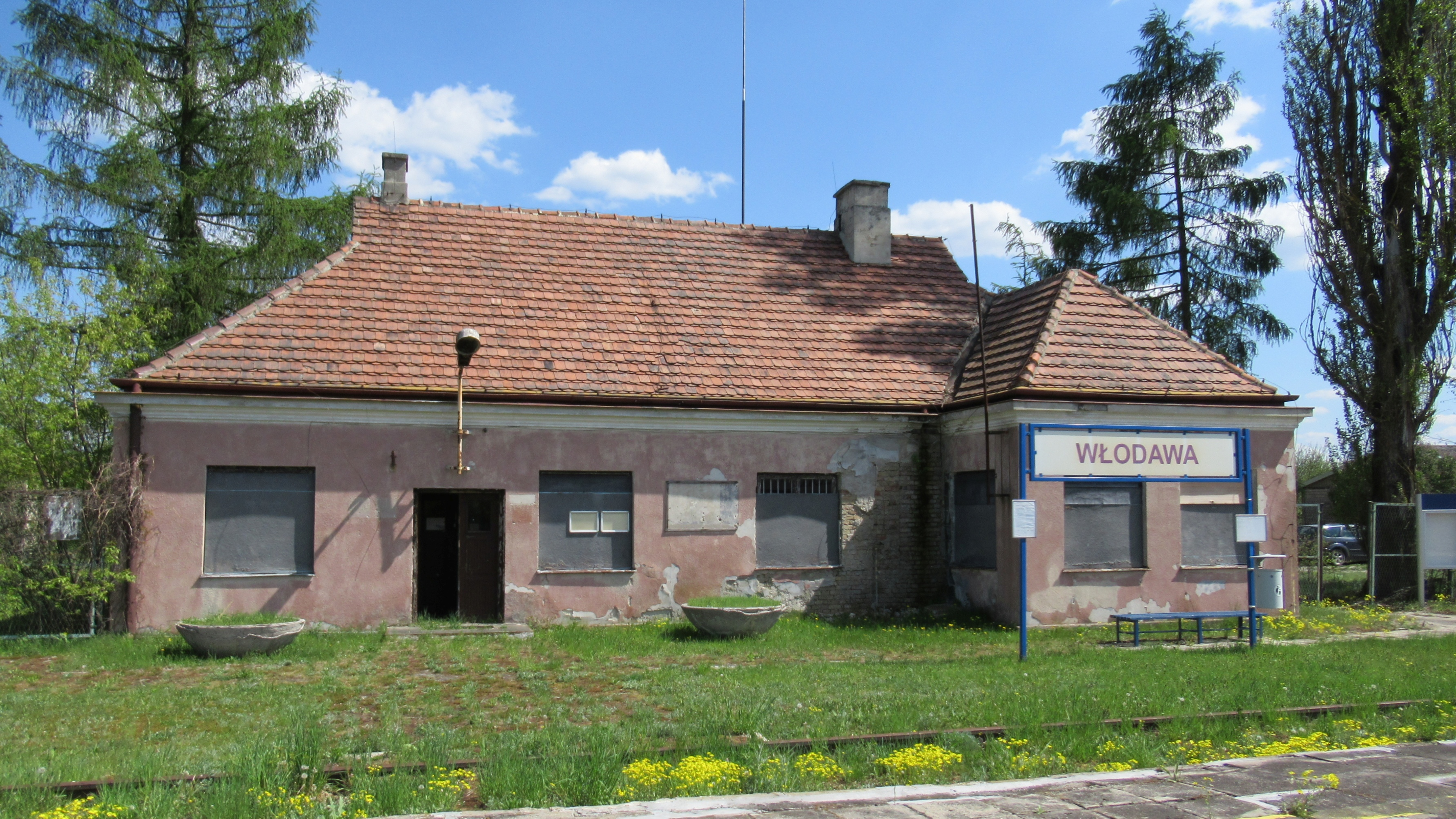
Вокзал (2020)
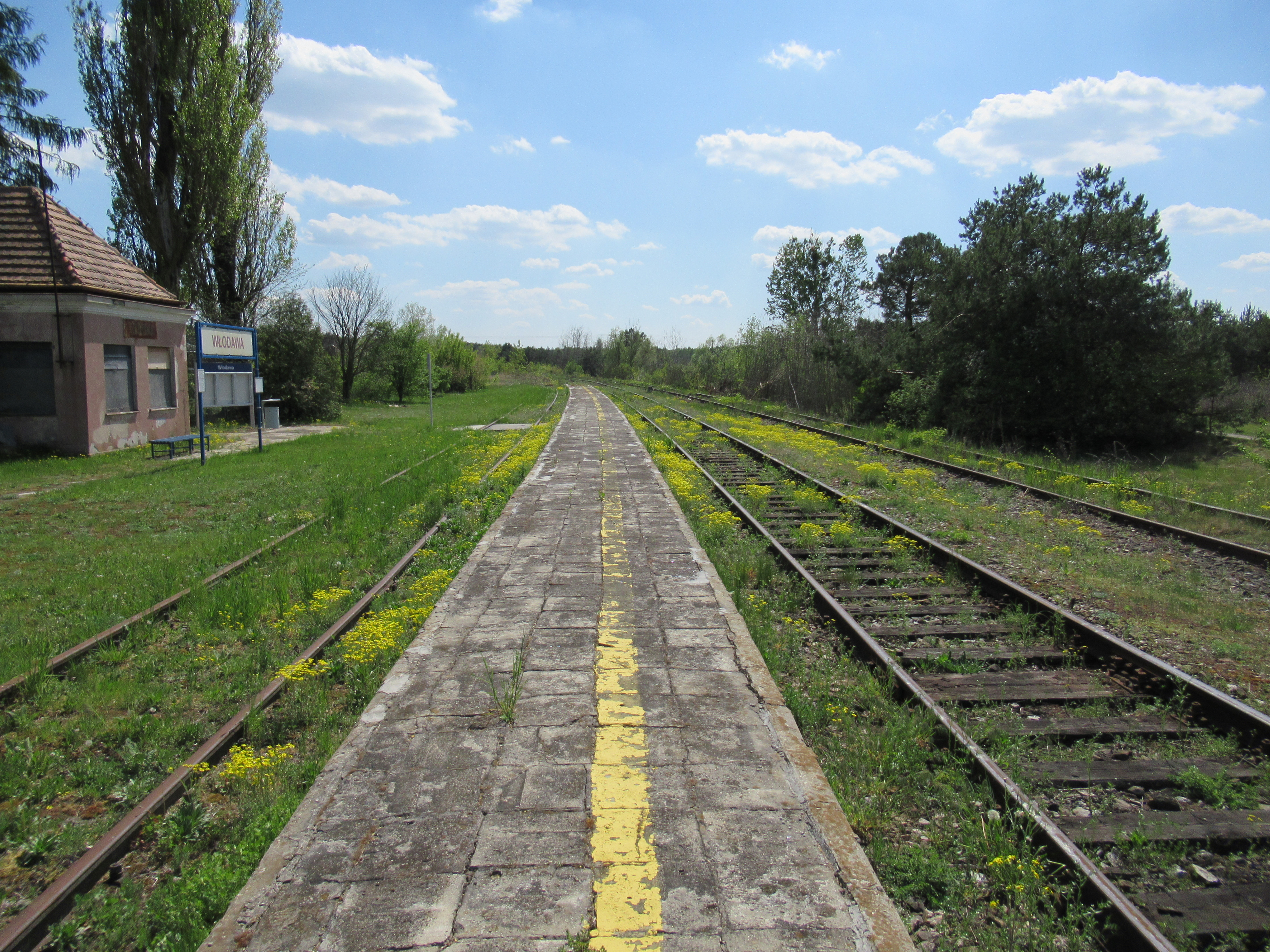
Перон. Вигляд у бік Холма (2020 рік)
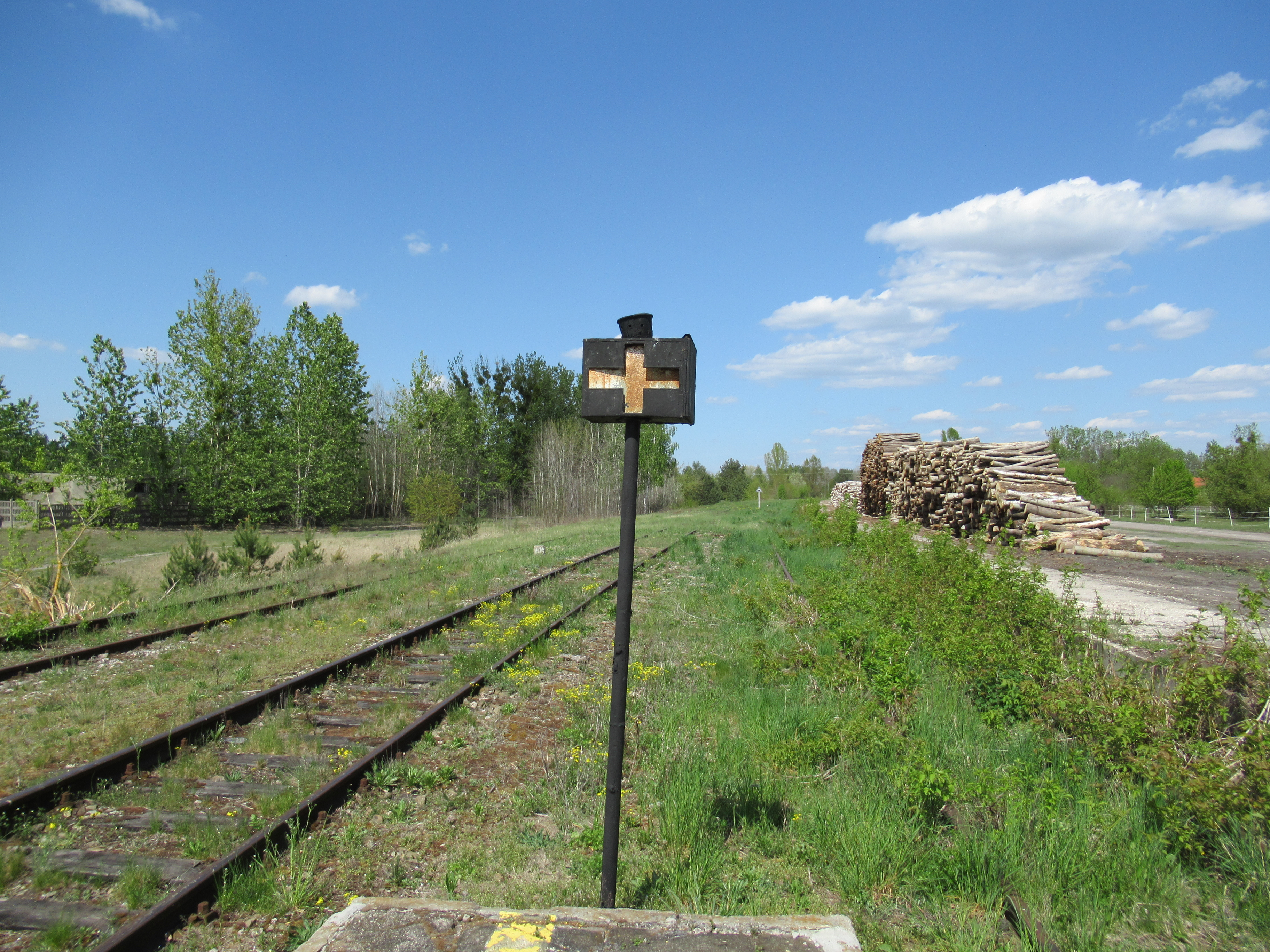
Рампа. Вигляд у бік Берестя (2020)
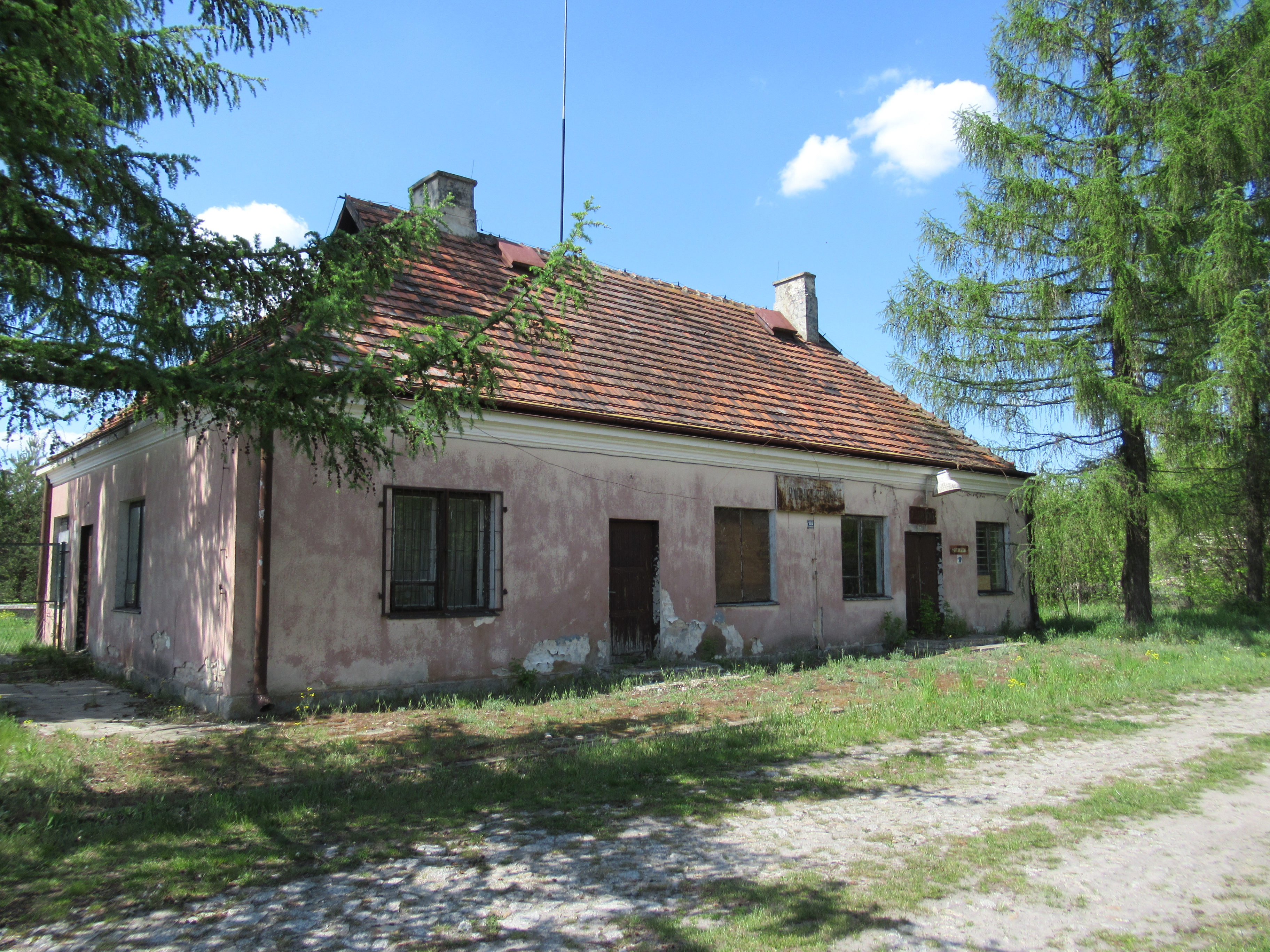
Вокзал з боку вулиці Надбужанської (2020)